# Salzburger Glockenspiel
Das bekannte Salzburger Glockenspiel befindet sich im Turm der Neuen Residenz am Residenzplatz in der Salzburger Altstadt. Das Glockenspiel hatte – gemeinsam mit der dortigen Turmuhr – die Aufgabe, bestimmte Tageszeiten anzuzeigen. Diese Zeitangaben waren Vanitas-Symbole und erinnerten an die Vergänglichkeit der Dinge. Derartige Spielwerke dienten auch der Repräsentation.

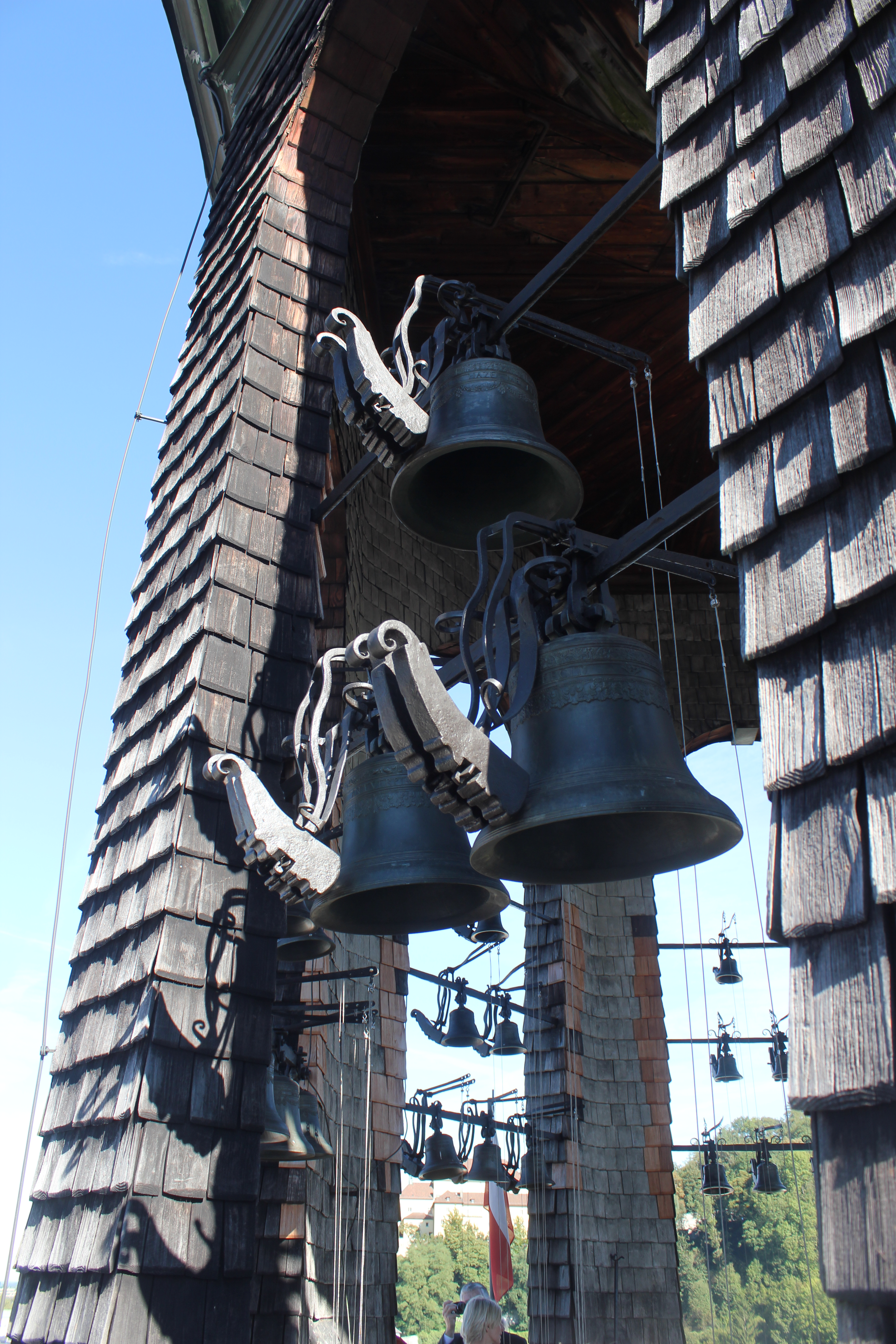
Salzburger Glockenspiel

 Die Glocken sollten auch zu geistlichen Übungen anregen: „Geistliches Glockenspiel. Durch welches Die in der Sünd eingeschläfferte Seelen Vermittelst Fünff und Dreyssig Glocken, Als so vielen ... Predigen, zur Buß und Tugend ... auffgemuntert werden; wodurch dann die Sünder aus dem Laster-Schlaff aufferweckt ... werden“ (Zitat 1706 gedruckt bei Lorenz Kroninger und Gottlieb Göbels).

## Geschichte
Holland, vor allem der Raum um Amsterdam wird vielfach auch „Heimat der Glockenspiele“ genannt. Das Glockenspiel des Westerturmes der Stadt Amsterdam geht auf 1636 zurück, jenes auf dem Palast auf dem Dam in dieser Stadt auf etwa 1650. Das Glockenspiel in Brielle unweit von Amsterdam wurde 1660 errichtet, jenes am Dom zu Utrecht 1664. Die Brüder François und Pieter Hemony schufen im 17. Jahrhundert dort angeblich 52 Glockenspiele. Das älteste bekannte Groß-Glockenspiel im Straßburger Münster stammt schon aus dem Jahr 1382. Kunstvolle alte Glockenspiele sind auch vom Kreml in Moskau (1625) oder aus Dresden (1728) bekannt.
Um 1695 kaufte Fürsterzbischof Johann Ernst von Thun und Hohenstein vom Glockengießer Melchior de Haze aus Antwerpen 35 Glocken, die zwischen 1688 und 1689 gegossen worden waren. Sie wurden 1696 in Stroh verpackt auf Fuhrwerken nach Salzburg befördert. Die schwerste Glocke ist etwa 300 Kilogramm schwer, die kleinste etwa fünf Kilogramm. Anfang 1703 wurde – nachdem der schwierige Aufbau und die Anfertigung des barocken Werkes lange nicht gesichert schien – der damalige Hofuhrmacher Jeremias Sauter doch noch erfolgreich mit dem Bau des Glockenspieles beauftragt. Dieses barocke Werk ist eine eigenständige Salzburger Arbeit. Die heutige Traktur stammt z. T. aus dem 19. (und 20.) Jahrhundert.

## Turmbauwerk
Der Turm des Glockenspieles wurde 1701/1702 aufgestockt, die Kosten teilten sich damals die Hofkammer und das Gremium „Hohe Landschaft“. Die Fundamente und die Pfeiler des Turmes mussten damals verstärkt werden und der Turm verbreitert, damit er das Gewicht der Glocken tragen konnte. Der Turm verjüngt sich schlüssig nach oben hin. Der untere Teil ist im Grundriss etwa quadratisch, das oberste quadratische Geschoß (viertes Stockwerk, ) besitzt die zum Glockenspiel zugehörigen Uhren und verweist so auf die oberen Stockwerke. Der oberste gemauerte Turmteil mit der Mechanik des Glockenspieles wird deutlich zierlicher und löst die strenge Form mit seinen großen ovalen Fenstern weiter auf, das oberste Stockwerk ist aus statischen Gründen aus Holz und im Grundriss ebenfalls achteckig. Dieses Stockwerk löst sich in der strengen Formgebung nach oben durch die großen Arkaden noch weiter auf. Die Arkaden waren für die allseitige Hörbarkeit der einzelnen Glocken sehr wichtig. Die Pilaster des gemauerten Achteckgeschoßes finden sich architektonisch in den Säulen des darüber stehenden Arkadengeschoßes wieder. Das Glockenspiel benötigte einen hölzernen Aufbau um Schwingungen der vielen Glocken gut abfedern zu können und Beschädigungen am Mauerwerk darunter zu verhindern.

## Armillarsphäre

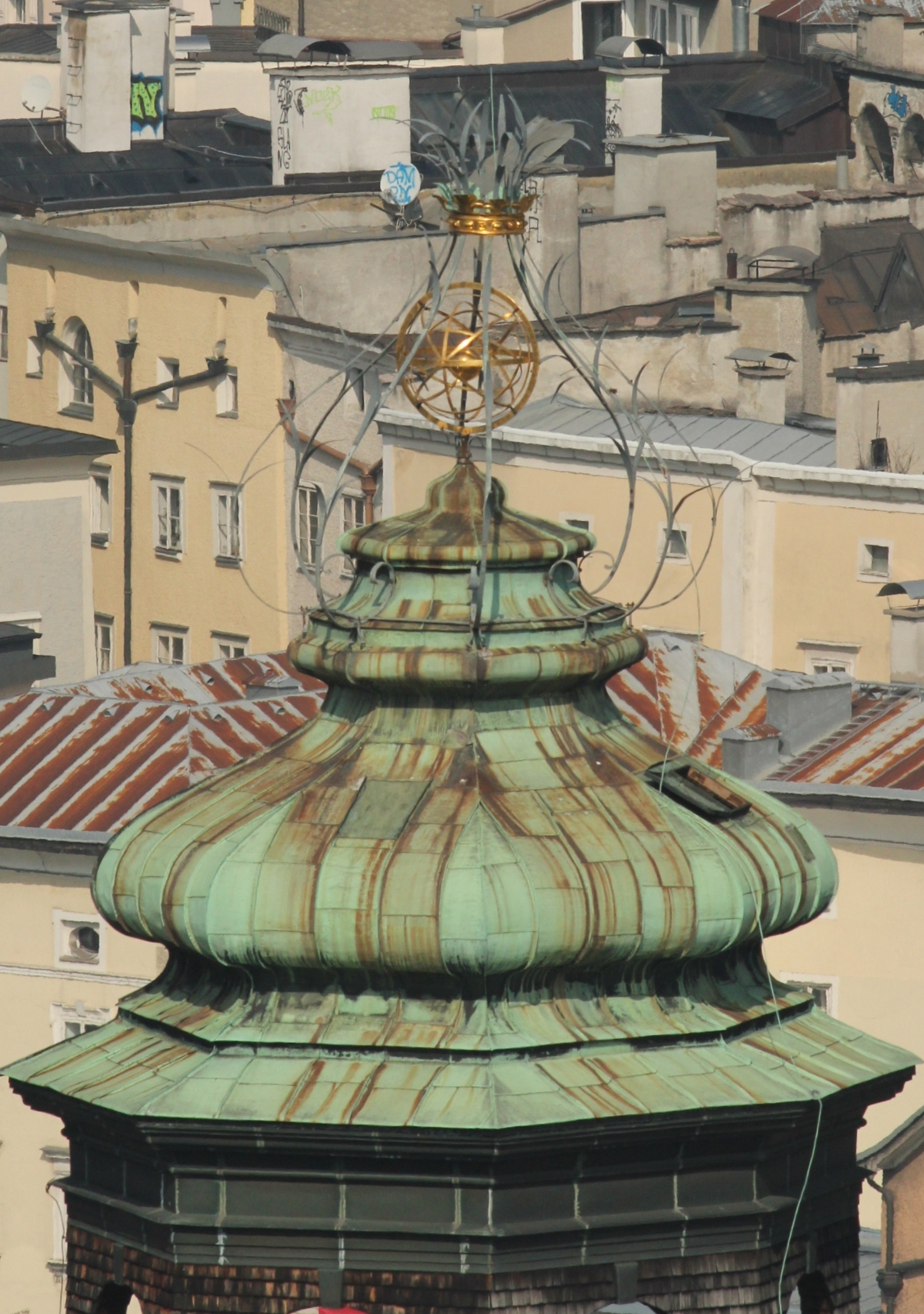
Armillarsphäre auf dem Turm des Glockenspiels

Über den Turmarkaden und seinem mit Kupfer gedeckten niedrigen Barock-Zwiebelturm ließ Erzbischof Johann Ernst Graf Thun ein vergoldetes astronomisches Gerät, eine „sphaera armillaris“ anbringen, die den Lauf der Planeten beschreiben kann, jedoch keine sehr genauen astronomischen Beobachtungen von Sonne und Planeten erlaubt. Die Erfindung wird Archimedes zugeschrieben, das Gerät diente zuerst als didaktisches Instrument, später auch als Messinstrument zur Lagebestimmung von Himmelskörpern. Dieses Gerät, früher auch eine (von Gott gelenkte) „Weltmaschine“ genannt, ist samt umgebendem Schmuckwerk etwa vier Meter hoch.

## Restaurierungen
1862 wurde das Salzburger Glockenspiel restauriert. 2008 wurden die Glocken, Frühjahr 2009 das Antriebswerk abgenommen, und nach Wien in eine Fachwerkstätte gebracht. Die Restaurierungskosten betrugen über 400.000 €. Der historische mechanische Antrieb wurde wieder benutzbar gemacht.

## Glocken und Musikstücke
Das Glockenspiel besitzt 35 Glocken und besteht aus etwa 3500 Einzelteilen. Die Glocken wiegen alleine gut 1600 kg, die große Tonwalze ist 2,5 m lang und 1,5 m breit. Die 35 Glocken – in den acht Rundenbögen des Turmes in Zweier-Reihen und Dreier-Reihen verteilt – und umfassen insgesamt drei chromatische Oktaven mit allen Tönen von c2 (zweigestrichenes c) bis c5 (fünfgestrichenes c).
c2 cis2 ...........  e2 f2 fis2 g2 gis2 a2 b2 h2 (d2 und dis2 derzeit fehlend und noch nicht ergänzt?)
c3 cis3 d3 dis3 e3 f3 fis3 g3 gis3 a3 b3 h3
c4 cis4 d4 dis4 e4 f4 fis4 g4 gis4 a4 b4 h4
c5
Gespielt werden etwa 50 Musikstücke, von denen sechzehn von Johann Michael Haydn stammen oder diesem zugeschrieben werden. Aber auch Musikstücke von Leopold und Wolfgang Amadé Mozart wurden im 19. Jahrhundert für das Glockenspiel bearbeitet. Gespielt werden seither bekannte Melodien wie „Das klinget so herrlich“ (Papagenos Glockenspiel) aus der Zauberflöte, „Reich mir die Hand mein Leben“ aus Don Giovanni, sowie die Volkslieder In einem kühlen Grunde, Komm, lieber Mai, und mache, Ännchen von Tharau und Die Lore-Ley. Auch das Hobellied aus Ferdinand Raimunds Der Verschwender, ein Menuett von Leopold Mozart sowie das Weihnachtslied Stille Nacht, heilige Nacht sind zu hören. Es wurden und werden aber zu besonderen Anlässen auch Stücke aus jüngerer Zeit gespielt.
Das Salzburger Glockenspiel besitzt ein über sechs Tonnen schweres Spielwerk und wird über eine große Walze gesteuert. Mehrfach wurde früher die wenig klangsaubere Stimmung kritisiert (aber auch der ungenaue und unscharfe Beginn der Akkorde). Hermann Spies verwies darauf, dass die Glocken noch in der alten barocken Stimmung gegossen worden waren und die wohltemperierte Stimmung sich erst etwas später durchsetzte. Dazu kamen vor der letzten Restaurierung aber auch deutliche Unreinheiten durch abgenutzte und damit nicht mehr sauber gestimmte Glocken. Im Zuge der Restaurierung konnten die größten Unschärfen des alten Werkes wieder weitgehend beseitigt werden.
Über dem Glockenspieldach ist eine 4 m hohe Armillarsphäre (Saphaera armillaris) angebracht, die der damals zeitgemäßen Darstellung der Bewegung von Himmelskörpern dient und aus mehreren gegeneinander drehbaren Metallringen besteht, die zusammen die Form einer Kugel beschreiben.

## Besichtigungszeiten und Spiel-Zeiten
Das Glockenspiel erklingt täglich um 07:00, 11:00 und 18:00 Uhr, jeweils vier Minuten nach der vollen Stunde, und damit seit langer Zeit nach den Domglocken und vor dem „Salzburger Stier“.
Führungen durch das Salzburg-Museum auf den Glockenspielturm finden von Ende März bis Ende Oktober jeweils am Donnerstag um 17:30 Uhr und am Freitag um 10:30 Uhr statt.